# Tulku

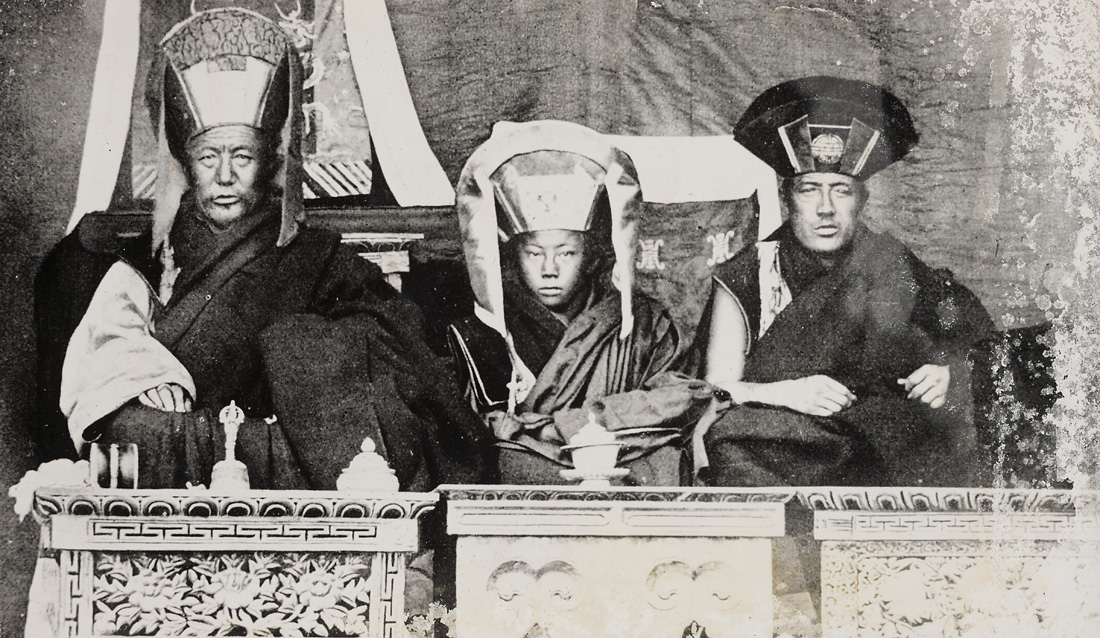
Tres Tulkus de los linajes Kagyu en Tíbet (1932)

Tulku (tibetano: སྤྲུལ་སྐུ, wylie: sprul sku, ZWPY: Zhügu, también tülku, trulku) es el término utilizado en el budismo tibetano y en la religión bön para referirse a aquel maestro que ha logrado tener el control parcial o total en la muerte sobre la forma de su reencarnación, y el conocimiento del lugar de su nuevo nacimiento. Además, un tulku es considerado como la emanación de la mente de un maestro con niveles importantes de realización. Los tulkus son respetados con el título de Rinpoche, «aquel de gran valor».
El ejemplo más famoso es el del dalái lama, que según la tradición budista lleva ya trece reencarnaciones y ha seguido hasta nuestros días, en la figura de Tenzin Gyatso (1935). Otro ejemplo es el de los Karmapas, que comenzó con Düsum Khyenpa (1110-1193) hasta Phurba Kwan Rinpoche (1974).